# إدوارد إل. جينينغز
إدوارد إل. جينينغز (بالإنجليزية: Edward L. Jennings)‏ هو سياسي أمريكي، ولد في 25 يوليو 1968. حزبياً، نشط في الحزب الديمقراطي. وقد انتخب عضو مجلس نواب فلوريدا.